# Eurypinus rufolimbatus
Eurypinus rufolimbatus es una especie de coleóptero de la familia Mycteridae.

## Distribución geográfica
Habita en Sudáfrica.